# Lista över fornlämningar i Vallentuna kommun (Össeby-Garn)
Lista över fornlämningar i Vallentuna kommun (Össeby-Garn) är en förteckning av ett urval av de fornlämningar som finns i Össeby-Garn i Vallentuna kommun.
| Namn                                 | Lämningstyp                      | Tillkomsttid | Historisk indelning  | Plats | Läge                 | ID-nr          | Bild                                      |
| ------------------------------------ | -------------------------------- | ------------ | -------------------- | ----- | -------------------- | -------------- | ----------------------------------------- |
| Össeby-Garn 1:1                      | Stensättning                     |              | Össeby-Garn, Uppland |       | 59.543469, 18.196902 | 10012200010001 | Ladda upp en bild av detta fornminne      |
| Össeby-Garn 3:1                      | Stensättning                     |              | Össeby-Garn, Uppland |       | 59.532833, 18.216940 | 10012200030001 | Ladda upp en bild av detta fornminne      |
| Össeby-Garn 4:1                      | Fornborg                         |              | Össeby-Garn, Uppland |       | 59.539520, 18.223358 | 10012200040001 | Ladda upp en bild av detta fornminne      |
| Össeby-Garn 5:1                      | Gravfält                         |              | Össeby-Garn, Uppland |       | 59.534223, 18.233166 | 10012200050001 | Ladda upp en bild av detta fornminne      |
| Össeby-Garn 6:1                      | Gravfält                         |              | Össeby-Garn, Uppland |       | 59.531101, 18.235041 | 10012200060001 | Ladda upp en bild av detta fornminne      |
| Össeby-Garn 7:1                      | Stensättning                     |              | Össeby-Garn, Uppland |       | 59.531718, 18.223661 | 10012200070001 | Ladda upp en bild av detta fornminne      |
| Össeby-Garn 8:1                      | Röse                             |              | Össeby-Garn, Uppland |       | 59.530176, 18.218439 | 10012200080001 | Ladda upp en bild av detta fornminne      |
| Össeby-Garn 9:1                      | Gravfält                         |              | Össeby-Garn, Uppland |       | 59.530186, 18.219603 | 10012200090001 | Ladda upp en bild av detta fornminne      |
| Össeby-Garn 10:1                     | Gravfält                         |              | Össeby-Garn, Uppland |       | 59.530438, 18.222828 | 10012200100001 | Ladda upp en bild av detta fornminne      |
| Össeby-Garn 11:1                     | Stensättning                     |              | Össeby-Garn, Uppland |       | 59.529090, 18.226109 | 10012200110001 | Ladda upp en bild av detta fornminne      |
| Össeby-Garn 13:1                     | Stensättning                     |              | Össeby-Garn, Uppland |       | 59.527978, 18.223840 | 10012200130001 | Ladda upp en bild av detta fornminne      |
| Össeby-Garn 13:2                     | Stensättning                     |              | Össeby-Garn, Uppland |       | 59.527885, 18.224001 | 10012200130002 | Ladda upp en bild av detta fornminne      |
| Össeby-Garn 14:1                     | Röse                             |              | Össeby-Garn, Uppland |       | 59.530596, 18.228081 | 10012200140001 | Ladda upp en bild av detta fornminne      |
| Össeby-Garn 15:1                     | Röse                             |              | Össeby-Garn, Uppland |       | 59.527691, 18.230187 | 10012200150001 | Ladda upp en bild av detta fornminne      |
| Össeby-Garn 16:1                     | Gravfält                         |              | Össeby-Garn, Uppland |       | 59.525696, 18.230570 | 10012200160001 | Ladda upp en bild av detta fornminne      |
| Össeby-Garn 17:1                     | Hög                              |              | Össeby-Garn, Uppland |       | 59.523554, 18.227261 | 10012200170001 | Ladda upp en bild av detta fornminne      |
| Össeby-Garn 17:2                     | Stensättning                     |              | Össeby-Garn, Uppland |       | 59.523468, 18.227579 | 10012200170002 | Ladda upp en bild av detta fornminne      |
| Össeby-Garn 17:3                     | Stensättning                     |              | Össeby-Garn, Uppland |       | 59.523404, 18.227263 | 10012200170003 | Ladda upp en bild av detta fornminne      |
| Össeby-Garn 18:1                     | Röse                             |              | Össeby-Garn, Uppland |       | 59.524781, 18.217243 | 10012200180001 | Ladda upp en bild av detta fornminne      |
| Össeby-Garn 19:1                     | Gravfält                         |              | Össeby-Garn, Uppland |       | 59.523850, 18.222557 | 10012200190001 | Ladda upp en bild av detta fornminne      |
| Össeby-Garn 20:1                     | Gravfält                         |              | Össeby-Garn, Uppland |       | 59.522803, 18.226246 | 10012200200001 | Ladda upp en bild av detta fornminne      |
| Össeby-Garn 21:1                     | Stensättning                     |              | Össeby-Garn, Uppland |       | 59.523005, 18.221174 | 10012200210001 | Ladda upp en bild av detta fornminne      |
| Össeby-Garn 22:1                     | Gravfält                         |              | Össeby-Garn, Uppland |       | 59.520745, 18.232818 | 10012200220001 | Ladda upp en bild av detta fornminne      |
| Össeby-Garn 23:1                     | Gravfält                         |              | Össeby-Garn, Uppland |       | 59.519920, 18.233731 | 10012200230001 | Ladda upp en bild av detta fornminne      |
| Össeby-Garn 24:1                     | Stensättning                     |              | Össeby-Garn, Uppland |       | 59.520080, 18.227486 | 10012200240001 | Ladda upp en bild av detta fornminne      |
| Össeby-Garn 25:1                     | Stensättning                     |              | Össeby-Garn, Uppland |       | 59.524005, 18.208129 | 10012200250001 | Ladda upp en bild av detta fornminne      |
| Össeby-Garn 26:1                     | Stensättning                     |              | Össeby-Garn, Uppland |       | 59.523945, 18.210497 | 10012200260001 | Ladda upp en bild av detta fornminne      |
| Össeby-Garn 27:1                     | Röse                             |              | Össeby-Garn, Uppland |       | 59.524604, 18.213368 | 10012200270001 | Ladda upp en bild av detta fornminne      |
| Össeby-Garn 27:2                     | Stensättning                     |              | Össeby-Garn, Uppland |       | 59.524444, 18.213500 | 10012200270002 | Ladda upp en bild av detta fornminne      |
| Össeby-Garn 28:1                     | Hög                              |              | Össeby-Garn, Uppland |       | 59.522524, 18.253291 | 10012200280001 | Ladda upp en bild av detta fornminne      |
| Össeby-Garn 29:1                     | Stensättning                     |              | Össeby-Garn, Uppland |       | 59.521014, 18.257525 | 10012200290001 | Ladda upp en bild av detta fornminne      |
| Össeby-Garn 29:2                     | Stensättning                     |              | Össeby-Garn, Uppland |       | 59.521443, 18.257278 | 10012200290002 | Ladda upp en bild av detta fornminne      |
| Össeby-Garn 29:4                     | Stensättning                     |              | Össeby-Garn, Uppland |       | 59.521908, 18.257316 | 10012200290004 | Ladda upp en bild av detta fornminne      |
| Össeby-Garn 30:1                     | Gravfält                         |              | Össeby-Garn, Uppland |       | 59.524133, 18.256259 | 10012200300001 | Ladda upp en bild av detta fornminne      |
| Össeby-Garn 31:1                     | Runristning                      |              | Össeby-Garn, Uppland |       | 59.523062, 18.254793 | 10012200310001 | Ladda upp en bild av detta fornminne      |
| Össeby-Garn 32:1                     | Gravfält                         |              | Össeby-Garn, Uppland |       | 59.524556, 18.238127 | 10012200320001 | Ladda upp en bild av detta fornminne      |
| Össeby-Garn 33:1                     | Runristning                      |              | Össeby-Garn, Uppland |       | 59.521694, 18.239561 | 10012200330001 | Ladda upp en till bild av detta fornminne |
| Össeby-Garn 34:1                     | Gravfält                         |              | Össeby-Garn, Uppland |       | 59.528619, 18.254066 | 10012200340001 | Ladda upp en bild av detta fornminne      |
| Össeby-Garn 35:1                     | Gravfält                         |              | Össeby-Garn, Uppland |       | 59.527041, 18.239727 | 10012200350001 | Ladda upp en bild av detta fornminne      |
| Össeby-Garn 36:1                     | Gravfält                         |              | Össeby-Garn, Uppland |       | 59.530338, 18.237959 | 10012200360001 | Ladda upp en bild av detta fornminne      |
| Össeby-Garn 37:1                     | Gravfält                         |              | Össeby-Garn, Uppland |       | 59.533067, 18.238933 | 10012200370001 | Ladda upp en bild av detta fornminne      |
| Össeby-Garn 38:1                     | Gravfält                         |              | Össeby-Garn, Uppland |       | 59.532266, 18.242409 | 10012200380001 | Ladda upp en bild av detta fornminne      |
| Össeby-Garn 40:1                     | Gravfält                         |              | Össeby-Garn, Uppland |       | 59.530621, 18.251298 | 10012200400001 | Ladda upp en bild av detta fornminne      |
| Össeby-Garn 41:1                     | Hög                              |              | Össeby-Garn, Uppland |       | 59.532220, 18.251655 | 10012200410001 | Ladda upp en bild av detta fornminne      |
| Össeby-Garn 42:1                     | Gravfält                         |              | Össeby-Garn, Uppland |       | 59.530387, 18.254373 | 10012200420001 | Ladda upp en bild av detta fornminne      |
| Vikingabacken (Össeby-Garn 43:1)     | Stensättning                     |              | Össeby-Garn, Uppland |       | 59.529486, 18.257938 | 10012200430001 | Ladda upp en bild av detta fornminne      |
| Vikingabacken (Össeby-Garn 44:1)     | Hög                              |              | Össeby-Garn, Uppland |       | 59.530369, 18.258016 | 10012200440001 | Ladda upp en bild av detta fornminne      |
| Vikingabacken (Össeby-Garn 45:1)     | Röse                             |              | Össeby-Garn, Uppland |       | 59.530940, 18.258503 | 10012200450001 | Ladda upp en bild av detta fornminne      |
| Vikingabacken (Össeby-Garn 46:1)     | Runristning                      |              | Össeby-Garn, Uppland |       | 59.530839, 18.260895 | 10012200460001 | Ladda upp en bild av detta fornminne      |
| Vikingabacken (Össeby-Garn 46:3)     | Stensättning                     |              | Össeby-Garn, Uppland |       | 59.530757, 18.260243 | 10012200460003 | Ladda upp en bild av detta fornminne      |
| Vikingabacken (Össeby-Garn 46:4)     | Stensättning                     |              | Össeby-Garn, Uppland |       | 59.530709, 18.259976 | 10012200460004 | Ladda upp en bild av detta fornminne      |
| Vikingabacken (Össeby-Garn 46:5)     | Stensättning                     |              | Össeby-Garn, Uppland |       | 59.530593, 18.259407 | 10012200460005 | Ladda upp en bild av detta fornminne      |
| Össeby-Garn 47:1                     | Stensättning                     |              | Össeby-Garn, Uppland |       | 59.538766, 18.255584 | 10012200470001 | Ladda upp en bild av detta fornminne      |
| Össeby-Garn 48:1                     | Röse                             |              | Össeby-Garn, Uppland |       | 59.533634, 18.255196 | 10012200480001 | Ladda upp en bild av detta fornminne      |
| Össeby-Garn 49:1                     | Gravfält                         |              | Össeby-Garn, Uppland |       | 59.531890, 18.255002 | 10012200490001 | Ladda upp en bild av detta fornminne      |
| Össeby-Garn 50:1                     | Gravfält                         |              | Össeby-Garn, Uppland |       | 59.536055, 18.241627 | 10012200500001 | Ladda upp en bild av detta fornminne      |
| Össeby-Garn 53:1                     | Gravfält                         |              | Össeby-Garn, Uppland |       | 59.535708, 18.268089 | 10012200530001 | Ladda upp en bild av detta fornminne      |
| Kung Haks Hög (Össeby-Garn 55:1)     | Grav- och boplatsområde          |              | Össeby-Garn, Uppland |       | 59.538957, 18.263071 | 10012200550001 | Ladda upp en bild av detta fornminne      |
| Hammarhagen (Össeby-Garn 57:1)       | Röse                             |              | Össeby-Garn, Uppland |       | 59.547053, 18.268228 | 10012200570001 | Ladda upp en bild av detta fornminne      |
| Össeby-Garn 58:1                     | Hög                              |              | Össeby-Garn, Uppland |       | 59.547813, 18.271568 | 10012200580001 | Ladda upp en bild av detta fornminne      |
| Kalkudden (Össeby-Garn 59:1)         | Stensättning                     |              | Össeby-Garn, Uppland |       | 59.549357, 18.266311 | 10012200590001 | Ladda upp en bild av detta fornminne      |
| Össeby-Garn 60:1                     | Gravfält                         |              | Össeby-Garn, Uppland |       | 59.549038, 18.267253 | 10012200600001 | Ladda upp en bild av detta fornminne      |
| Össeby-Garn 61:1                     | Gravfält                         |              | Össeby-Garn, Uppland |       | 59.548853, 18.269623 | 10012200610001 | Ladda upp en bild av detta fornminne      |
| Össeby-Garn 63:1                     | Runristning                      |              | Össeby-Garn, Uppland |       | 59.563041, 18.266768 | 10012200630001 | Ladda upp en bild av detta fornminne      |
| Össeby-Garn 65:1                     | Stensättning                     |              | Össeby-Garn, Uppland |       | 59.561826, 18.258308 | 10012200650001 | Ladda upp en bild av detta fornminne      |
| Össeby-Garn 65:2                     | Stensättning                     |              | Össeby-Garn, Uppland |       | 59.561862, 18.258823 | 10012200650002 | Ladda upp en bild av detta fornminne      |
| Össeby-Garn 66:1                     | Runristning                      |              | Össeby-Garn, Uppland |       | 59.562251, 18.253585 | 10012200660001 | Ladda upp en till bild av detta fornminne |
| Össeby-Garn 66:2                     | Runristning                      |              | Össeby-Garn, Uppland |       | 59.562210, 18.253776 | 10012200660002 | Ladda upp en till bild av detta fornminne |
| Össeby-Garn 66:3                     | Runristning                      |              | Össeby-Garn, Uppland |       | 59.562592, 18.254187 | 10012200660003 | Ladda upp en bild av detta fornminne      |
| Toftesta Holme (Össeby-Garn 67:1)    | Borg                             |              | Össeby-Garn, Uppland |       | 59.558564, 18.258412 | 10012200670001 | Ladda upp en bild av detta fornminne      |
| Össeby-Garn 68:1                     | Stensättning                     |              | Össeby-Garn, Uppland |       | 59.555873, 18.187214 | 10012200680001 | Ladda upp en bild av detta fornminne      |
| Össeby-Garn 68:5                     | Stensättning                     |              | Össeby-Garn, Uppland |       | 59.555697, 18.187049 | 10012200680005 | Ladda upp en bild av detta fornminne      |
| Össeby-Garn 68:7                     | Stensättning                     |              | Össeby-Garn, Uppland |       | 59.556204, 18.187084 | 10012200680007 | Ladda upp en bild av detta fornminne      |
| Össeby-Garn 68:8                     | Hög                              |              | Össeby-Garn, Uppland |       | 59.555859, 18.186823 | 10012200680008 | Ladda upp en bild av detta fornminne      |
| Össeby-Garn 69:1                     | Gravfält                         |              | Össeby-Garn, Uppland |       | 59.560923, 18.233503 | 10012200690001 | Ladda upp en bild av detta fornminne      |
| Össeby-Garn 70:2                     | Stensättning                     |              | Össeby-Garn, Uppland |       | 59.559131, 18.226426 | 10012200700002 | Ladda upp en bild av detta fornminne      |
| Össeby-Garn 72:1                     | Stensättning                     |              | Össeby-Garn, Uppland |       | 59.554159, 18.229541 | 10012200720001 | Ladda upp en bild av detta fornminne      |
| Össeby-Garn 76:1                     | Stensättning                     |              | Össeby-Garn, Uppland |       | 59.544656, 18.200671 | 10012200760001 | Ladda upp en bild av detta fornminne      |
| Össeby-Garn 76:2                     | Stensättning                     |              | Össeby-Garn, Uppland |       | 59.544679, 18.200884 | 10012200760002 | Ladda upp en bild av detta fornminne      |
| Össeby-Garn 76:3                     | Stensättning                     |              | Össeby-Garn, Uppland |       | 59.544820, 18.201070 | 10012200760003 | Ladda upp en bild av detta fornminne      |
| Össeby-Garn 77:1                     | Stensättning                     |              | Össeby-Garn, Uppland |       | 59.544572, 18.203051 | 10012200770001 | Ladda upp en bild av detta fornminne      |
| Össeby-Garn 79:1                     | Stensättning                     |              | Össeby-Garn, Uppland |       | 59.544321, 18.196991 | 10012200790001 | Ladda upp en bild av detta fornminne      |
| Össeby-Garn 91:1                     | Gravfält                         |              | Össeby-Garn, Uppland |       | 59.558954, 18.218229 | 10012200910001 | Ladda upp en bild av detta fornminne      |
| Össeby-Garn 92:1                     | Stensättning                     |              | Össeby-Garn, Uppland |       | 59.558746, 18.218981 | 10012200920001 | Ladda upp en bild av detta fornminne      |
| Össeby-Garn 94:1                     | Gravfält                         |              | Össeby-Garn, Uppland |       | 59.539229, 18.245082 | 10012200940001 | Ladda upp en bild av detta fornminne      |
| Össeby-Garn 96:1                     | Gravfält                         |              | Össeby-Garn, Uppland |       | 59.529018, 18.237660 | 10012200960001 | Ladda upp en bild av detta fornminne      |
| Össeby-Garn 97:1                     | Hög                              |              | Össeby-Garn, Uppland |       | 59.546993, 18.187531 | 10012200970001 | Ladda upp en bild av detta fornminne      |
| Össeby-Garn 101:1                    | Gravfält                         |              | Össeby-Garn, Uppland |       | 59.582698, 18.300468 | 10012201010001 | Ladda upp en bild av detta fornminne      |
| Össeby-Garn 102:1                    | Gravfält                         |              | Össeby-Garn, Uppland |       | 59.582263, 18.298817 | 10012201020001 | Ladda upp en bild av detta fornminne      |
| Össeby-Garn 105:1                    | Röse                             |              | Össeby-Garn, Uppland |       | 59.578992, 18.302605 | 10012201050001 | Ladda upp en bild av detta fornminne      |
| Össeby-Garn 105:2                    | Röse                             |              | Össeby-Garn, Uppland |       | 59.578975, 18.302313 | 10012201050002 | Ladda upp en bild av detta fornminne      |
| Össeby-Garn 105:3                    | Stensättning                     |              | Össeby-Garn, Uppland |       | 59.578884, 18.303125 | 10012201050003 | Ladda upp en bild av detta fornminne      |
| Össeby-Garn 105:5                    | Stensättning                     |              | Össeby-Garn, Uppland |       | 59.579381, 18.303190 | 10012201050005 | Ladda upp en bild av detta fornminne      |
| Össeby-Garn 108:1                    | Gravfält                         |              | Össeby-Garn, Uppland |       | 59.606803, 18.309846 | 10012201080001 | Ladda upp en bild av detta fornminne      |
| Össeby-Garn 109:1                    | Runristning                      |              | Össeby-Garn, Uppland |       | 59.607568, 18.314567 | 10012201090001 | Ladda upp en bild av detta fornminne      |
| Össeby-Garn 109:2                    | Runristning                      |              | Össeby-Garn, Uppland |       | 59.607482, 18.314439 | 10012201090002 | Ladda upp en bild av detta fornminne      |
| Össeby-Garn 111:1                    | Gravfält                         |              | Össeby-Garn, Uppland |       | 59.609311, 18.312391 | 10012201110001 | Ladda upp en bild av detta fornminne      |
| Össeby-Garn 112:1                    | Gravfält                         |              | Össeby-Garn, Uppland |       | 59.622755, 18.333216 | 10012201120001 | Ladda upp en bild av detta fornminne      |
| Össeby-Garn 116:1                    | Gravfält                         |              | Össeby-Garn, Uppland |       | 59.595009, 18.304516 | 10012201160001 | Ladda upp en bild av detta fornminne      |
| Össeby-Garn 117:1                    | Gravfält                         |              | Össeby-Garn, Uppland |       | 59.594088, 18.303916 | 10012201170001 | Ladda upp en bild av detta fornminne      |
| Össeby-Garn 118:1                    | Gravfält                         |              | Össeby-Garn, Uppland |       | 59.596976, 18.305846 | 10012201180001 | Ladda upp en bild av detta fornminne      |
| Össeby-Garn 120:1                    | Gravfält                         |              | Össeby-Garn, Uppland |       | 59.582853, 18.295750 | 10012201200001 | Ladda upp en bild av detta fornminne      |
| Össeby-Garn 122:1                    | Gravfält                         |              | Össeby-Garn, Uppland |       | 59.582106, 18.297147 | 10012201220001 | Ladda upp en bild av detta fornminne      |
| Össeby-Garn 125:1                    | Gravfält                         |              | Össeby-Garn, Uppland |       | 59.584170, 18.308260 | 10012201250001 | Ladda upp en bild av detta fornminne      |
| Össeby-Garn 126:1                    | Hög                              |              | Össeby-Garn, Uppland |       | 59.596743, 18.299317 | 10012201260001 | Ladda upp en bild av detta fornminne      |
| Össeby-Garn 128:1                    | Gravfält                         |              | Össeby-Garn, Uppland |       | 59.601201, 18.299865 | 10012201280001 | Ladda upp en bild av detta fornminne      |
| Össeby-Garn 129:1                    | Gravfält                         |              | Össeby-Garn, Uppland |       | 59.603710, 18.297723 | 10012201290001 | Ladda upp en bild av detta fornminne      |
| Össeby-Garn 132:1                    | Gravfält                         |              | Össeby-Garn, Uppland |       | 59.604521, 18.301934 | 10012201320001 | Ladda upp en bild av detta fornminne      |
| Össeby-Garn 137:1                    | Stensättning                     |              | Össeby-Garn, Uppland |       | 59.518684, 18.231246 | 10012201370001 | Ladda upp en bild av detta fornminne      |
| Össeby-Garn 138:1                    | Gravfält                         |              | Össeby-Garn, Uppland |       | 59.517315, 18.229838 | 10012201380001 | Ladda upp en bild av detta fornminne      |
| Össeby-Garn 139:1                    | Stensättning                     |              | Össeby-Garn, Uppland |       | 59.517997, 18.231384 | 10012201390001 | Ladda upp en bild av detta fornminne      |
| Össeby-Garn 139:2                    | Stensättning                     |              | Össeby-Garn, Uppland |       | 59.517997, 18.231087 | 10012201390002 | Ladda upp en bild av detta fornminne      |
| Össeby-Garn 141:1                    | Stensättning                     |              | Össeby-Garn, Uppland |       | 59.585585, 18.299677 | 10012201410001 | Ladda upp en bild av detta fornminne      |
| Össeby-Garn 145:1                    | Stensättning                     |              | Össeby-Garn, Uppland |       | 59.606230, 18.309982 | 10012201450001 | Ladda upp en bild av detta fornminne      |
| Össeby-Garn 146:1                    | Gravfält                         |              | Össeby-Garn, Uppland |       | 59.605012, 18.312869 | 10012201460001 | Ladda upp en bild av detta fornminne      |
| Össeby-Garn 147:1                    | Stensättning                     |              | Össeby-Garn, Uppland |       | 59.615676, 18.337062 | 10012201470001 | Ladda upp en bild av detta fornminne      |
| Össeby-Garn 147:2                    | Stensättning                     |              | Össeby-Garn, Uppland |       | 59.615583, 18.336863 | 10012201470002 | Ladda upp en bild av detta fornminne      |
| Össeby-Garn 148:2                    | Hög                              |              | Össeby-Garn, Uppland |       | 59.615470, 18.306827 | 10012201480002 | Ladda upp en bild av detta fornminne      |
| Össeby-Garn 149:1                    | Stensättning                     |              | Össeby-Garn, Uppland |       | 59.615123, 18.306688 | 10012201490001 | Ladda upp en bild av detta fornminne      |
| Össeby-Garn 150:1                    | Gravfält                         |              | Össeby-Garn, Uppland |       | 59.562779, 18.412317 | 10012201500001 | Ladda upp en bild av detta fornminne      |
| Hersbyborg (Össeby-Garn 151:1)       | Fornborg                         |              | Össeby-Garn, Uppland |       | 59.566162, 18.407827 | 10012201510001 | Ladda upp en bild av detta fornminne      |
| Össeby-Garn 152:1                    | Stensättning                     |              | Össeby-Garn, Uppland |       | 59.519330, 18.233930 | 10012201520001 | Ladda upp en bild av detta fornminne      |
| Össeby-Garn 154:1                    | Röse                             |              | Össeby-Garn, Uppland |       | 59.518557, 18.253467 | 10012201540001 | Ladda upp en bild av detta fornminne      |
| Össeby-Garn 155:1                    | Fornborg                         |              | Össeby-Garn, Uppland |       | 59.509326, 18.249535 | 10012201550001 | Ladda upp en bild av detta fornminne      |
| Össeby-Garn 156:1                    | Stensättning                     |              | Össeby-Garn, Uppland |       | 59.547219, 18.189259 | 10012201560001 | Ladda upp en bild av detta fornminne      |
| Össeby-Garn 163:1                    | Gravfält                         |              | Össeby-Garn, Uppland |       | 59.555364, 18.201753 | 10012201630001 | Ladda upp en bild av detta fornminne      |
| Össeby-Garn 164:1                    | Gravfält                         |              | Össeby-Garn, Uppland |       | 59.578211, 18.216536 | 10012201640001 | Ladda upp en bild av detta fornminne      |
| Össeby-Garn 178:1                    | Stensättning                     |              | Össeby-Garn, Uppland |       | 59.624066, 18.331987 | 10012201780001 | Ladda upp en bild av detta fornminne      |
| Össeby-Garn 180:1                    | Stensättning                     |              | Össeby-Garn, Uppland |       | 59.610787, 18.330486 | 10012201800001 | Ladda upp en bild av detta fornminne      |
| Össeby-Garn 181:1                    | Stensättning                     |              | Össeby-Garn, Uppland |       | 59.611574, 18.330426 | 10012201810001 | Ladda upp en bild av detta fornminne      |
| Össeby-Garn 181:2                    | Stensättning                     |              | Össeby-Garn, Uppland |       | 59.611454, 18.330024 | 10012201810002 | Ladda upp en bild av detta fornminne      |
| Össeby-Garn 183:1                    | Röse                             |              | Össeby-Garn, Uppland |       | 59.606495, 18.339316 | 10012201830001 | Ladda upp en bild av detta fornminne      |
| Össeby-Garn 188:1                    | Fornborg                         |              | Össeby-Garn, Uppland |       | 59.577131, 18.300237 | 10012201880001 | Ladda upp en bild av detta fornminne      |
| Össeby-Garn 189:1                    | Stensättning                     |              | Össeby-Garn, Uppland |       | 59.541548, 18.245943 | 10012201890001 | Ladda upp en bild av detta fornminne      |
| Össeby-Garn 195:1                    | Stensättning                     |              | Össeby-Garn, Uppland |       | 59.532698, 18.218240 | 10012201950001 | Ladda upp en bild av detta fornminne      |
| Össeby-Garn 196:1                    | Hög                              |              | Össeby-Garn, Uppland |       | 59.518873, 18.233889 | 10012201960001 | Ladda upp en bild av detta fornminne      |
| Össeby-Garn 196:2                    | Hög                              |              | Össeby-Garn, Uppland |       | 59.518869, 18.234127 | 10012201960002 | Ladda upp en bild av detta fornminne      |
| Össeby-Garn 196:3                    | Hög                              |              | Össeby-Garn, Uppland |       | 59.518877, 18.234453 | 10012201960003 | Ladda upp en bild av detta fornminne      |
| Össeby-Garn 199:1                    | Husgrund, förhistorisk/medeltida |              | Össeby-Garn, Uppland |       | 59.528105, 18.237079 | 10012201990001 | Ladda upp en bild av detta fornminne      |
| Össeby-Garn 202:1                    | Stensättning                     |              | Össeby-Garn, Uppland |       | 59.582708, 18.218100 | 10012202020001 | Ladda upp en bild av detta fornminne      |
| Össeby-Garn 204:1                    | Gravfält                         |              | Össeby-Garn, Uppland |       | 59.573426, 18.227674 | 10012202040001 | Ladda upp en bild av detta fornminne      |
| Össeby-Garn 205:1                    | Gravfält                         |              | Össeby-Garn, Uppland |       | 59.571692, 18.232786 | 10012202050001 | Ladda upp en bild av detta fornminne      |
| Össeby-Garn 206:1                    | Gravfält                         |              | Össeby-Garn, Uppland |       | 59.569585, 18.233266 | 10012202060001 | Ladda upp en bild av detta fornminne      |
| Össeby-Garn 207:1                    | Stensättning                     |              | Össeby-Garn, Uppland |       | 59.571625, 18.236948 | 10012202070001 | Ladda upp en bild av detta fornminne      |
| Össeby-Garn 208:1                    | Röse                             |              | Össeby-Garn, Uppland |       | 59.572220, 18.238932 | 10012202080001 | Ladda upp en bild av detta fornminne      |
| Össeby-Garn 209:1                    | Stensättning                     |              | Össeby-Garn, Uppland |       | 59.566913, 18.246634 | 10012202090001 | Ladda upp en bild av detta fornminne      |
| Össeby-Garn 209:2                    | Stensättning                     |              | Össeby-Garn, Uppland |       | 59.566801, 18.246874 | 10012202090002 | Ladda upp en bild av detta fornminne      |
| Össeby-Garn 209:3                    | Stensättning                     |              | Össeby-Garn, Uppland |       | 59.566602, 18.246985 | 10012202090003 | Ladda upp en bild av detta fornminne      |
| Össeby-Garn 210:1                    | Stensättning                     |              | Össeby-Garn, Uppland |       | 59.568705, 18.247387 | 10012202100001 | Ladda upp en bild av detta fornminne      |
| Össeby-Garn 210:2                    | Stensättning                     |              | Össeby-Garn, Uppland |       | 59.569193, 18.247207 | 10012202100002 | Ladda upp en bild av detta fornminne      |
| Össeby-Garn 210:3                    | Stensättning                     |              | Össeby-Garn, Uppland |       | 59.568878, 18.247239 | 10012202100003 | Ladda upp en bild av detta fornminne      |
| Össeby-Garn 211:1                    | Stensättning                     |              | Össeby-Garn, Uppland |       | 59.569556, 18.247513 | 10012202110001 | Ladda upp en bild av detta fornminne      |
| Össeby-Garn 211:2                    | Stensättning                     |              | Össeby-Garn, Uppland |       | 59.569328, 18.247728 | 10012202110002 | Ladda upp en bild av detta fornminne      |
| Össeby-Garn 211:3                    | Stensättning                     |              | Össeby-Garn, Uppland |       | 59.569403, 18.247521 | 10012202110003 | Ladda upp en bild av detta fornminne      |
| Össeby-Garn 212:1                    | Stensättning                     |              | Össeby-Garn, Uppland |       | 59.570997, 18.251020 | 10012202120001 | Ladda upp en bild av detta fornminne      |
| Össeby-Garn 212:2                    | Stensättning                     |              | Össeby-Garn, Uppland |       | 59.570881, 18.250995 | 10012202120002 | Ladda upp en bild av detta fornminne      |
| Össeby-Garn 213:1                    | Stensättning                     |              | Össeby-Garn, Uppland |       | 59.571288, 18.254011 | 10012202130001 | Ladda upp en bild av detta fornminne      |
| Össeby-Garn 214:1                    | Gravfält                         |              | Össeby-Garn, Uppland |       | 59.565839, 18.272876 | 10012202140001 | Ladda upp en bild av detta fornminne      |
| Össeby-Garn 216:1                    | Gravfält                         |              | Össeby-Garn, Uppland |       | 59.565120, 18.268395 | 10012202160001 | Ladda upp en bild av detta fornminne      |
| Össeby-Garn 217:1                    | Stensättning                     |              | Össeby-Garn, Uppland |       | 59.566978, 18.275038 | 10012202170001 | Ladda upp en bild av detta fornminne      |
| Össeby-Garn 218:1                    | Gravfält                         |              | Össeby-Garn, Uppland |       | 59.572579, 18.272101 | 10012202180001 | Ladda upp en bild av detta fornminne      |
| Össeby-Garn 219:1                    | Gravfält                         |              | Össeby-Garn, Uppland |       | 59.563785, 18.223317 | 10012202190001 | Ladda upp en bild av detta fornminne      |
| Össeby-Garn 222:1                    | Stensättning                     |              | Össeby-Garn, Uppland |       | 59.555294, 18.218354 | 10012202220001 | Ladda upp en bild av detta fornminne      |
| Össeby-Garn 223:1                    | Gravfält                         |              | Össeby-Garn, Uppland |       | 59.552032, 18.197961 | 10012202230001 | Ladda upp en bild av detta fornminne      |
| Össeby-Garn 224:1                    | Gravfält                         |              | Össeby-Garn, Uppland |       | 59.555983, 18.222688 | 10012202240001 | Ladda upp en bild av detta fornminne      |
| Össeby-Garn 226:1                    | Stensättning                     |              | Össeby-Garn, Uppland |       | 59.548805, 18.203922 | 10012202260001 | Ladda upp en bild av detta fornminne      |
| Össeby-Garn 226:2                    | Stensättning                     |              | Össeby-Garn, Uppland |       | 59.548827, 18.203676 | 10012202260002 | Ladda upp en bild av detta fornminne      |
| Össeby-Garn 229:1                    | Stensättning                     |              | Össeby-Garn, Uppland |       | 59.549898, 18.197982 | 10012202290001 | Ladda upp en bild av detta fornminne      |
| Össeby-Garn 231:1                    | Hög                              |              | Össeby-Garn, Uppland |       | 59.547972, 18.200458 | 10012202310001 | Ladda upp en bild av detta fornminne      |
| Össeby-Garn 232:1                    | Stensättning                     |              | Össeby-Garn, Uppland |       | 59.548024, 18.196149 | 10012202320001 | Ladda upp en bild av detta fornminne      |
| Össeby-Garn 232:2                    | Stensättning                     |              | Össeby-Garn, Uppland |       | 59.547881, 18.196104 | 10012202320002 | Ladda upp en bild av detta fornminne      |
| Össeby-Garn 232:3                    | Stensättning                     |              | Össeby-Garn, Uppland |       | 59.548159, 18.196122 | 10012202320003 | Ladda upp en bild av detta fornminne      |
| Össeby-Garn 233:1                    | Gravfält                         |              | Össeby-Garn, Uppland |       | 59.548244, 18.193266 | 10012202330001 | Ladda upp en bild av detta fornminne      |
| Össeby-Garn 238:1                    | Röse                             |              | Össeby-Garn, Uppland |       | 59.551828, 18.178386 | 10012202380001 | Ladda upp en bild av detta fornminne      |
| Össeby-Garn 238:2                    | Röse                             |              | Össeby-Garn, Uppland |       | 59.552003, 18.178714 | 10012202380002 | Ladda upp en bild av detta fornminne      |
| Össeby-Garn 239:1                    | Gravfält                         |              | Össeby-Garn, Uppland |       | 59.552083, 18.182219 | 10012202390001 | Ladda upp en bild av detta fornminne      |
| Össeby-Garn 241:1                    | Grav- och boplatsområde          |              | Össeby-Garn, Uppland |       | 59.550875, 18.187751 | 10012202410001 | Ladda upp en bild av detta fornminne      |
| Össeby-Garn 242:1                    | Gravfält                         |              | Össeby-Garn, Uppland |       | 59.550179, 18.191159 | 10012202420001 | Ladda upp en bild av detta fornminne      |
| Össeby-Garn 245:1                    | Stensättning                     |              | Össeby-Garn, Uppland |       | 59.553647, 18.181156 | 10012202450001 | Ladda upp en bild av detta fornminne      |
| Össeby-Garn 246:1                    | Gravfält                         |              | Össeby-Garn, Uppland |       | 59.554324, 18.182618 | 10012202460001 | Ladda upp en bild av detta fornminne      |
| Össeby-Garn 247:1                    | Stensättning                     |              | Össeby-Garn, Uppland |       | 59.553781, 18.183675 | 10012202470001 | Ladda upp en bild av detta fornminne      |
| Össeby-Garn 247:2                    | Stensättning                     |              | Össeby-Garn, Uppland |       | 59.553774, 18.182949 | 10012202470002 | Ladda upp en bild av detta fornminne      |
| Össeby-Garn 248:1                    | Gravfält                         |              | Össeby-Garn, Uppland |       | 59.552832, 18.188166 | 10012202480001 | Ladda upp en bild av detta fornminne      |
| Össeby-Garn 249:1                    | Gravfält                         |              | Össeby-Garn, Uppland |       | 59.553357, 18.192451 | 10012202490001 | Ladda upp en bild av detta fornminne      |
| Össeby-Garn 250:1                    | Gravfält                         |              | Össeby-Garn, Uppland |       | 59.553641, 18.194450 | 10012202500001 | Ladda upp en bild av detta fornminne      |
| Össeby-Garn 252:1                    | Gravfält                         |              | Össeby-Garn, Uppland |       | 59.551326, 18.192096 | 10012202520001 | Ladda upp en bild av detta fornminne      |
| Össeby-Garn 255:1                    | Gravfält                         |              | Össeby-Garn, Uppland |       | 59.565301, 18.247808 | 10012202550001 | Ladda upp en bild av detta fornminne      |
| Össeby-Garn 256:1                    | Gravfält                         |              | Össeby-Garn, Uppland |       | 59.559470, 18.209892 | 10012202560001 | Ladda upp en bild av detta fornminne      |
| Össeby-Garn 257:1                    | Stensättning                     |              | Össeby-Garn, Uppland |       | 59.560483, 18.209547 | 10012202570001 | Ladda upp en bild av detta fornminne      |
| Össeby-Garn 258:1                    | Gravfält                         |              | Össeby-Garn, Uppland |       | 59.558489, 18.203419 | 10012202580001 | Ladda upp en bild av detta fornminne      |
| Össeby-Garn 259:1                    | Stensättning                     |              | Össeby-Garn, Uppland |       | 59.558173, 18.204767 | 10012202590001 | Ladda upp en bild av detta fornminne      |
| Össeby-Garn 265:1                    | Hög                              |              | Össeby-Garn, Uppland |       | 59.557845, 18.239060 | 10012202650001 | Ladda upp en bild av detta fornminne      |
| Össeby-Garn 266:1                    | Hög                              |              | Össeby-Garn, Uppland |       | 59.557351, 18.237490 | 10012202660001 | Ladda upp en bild av detta fornminne      |
| Össeby kyrkoruin (Össeby-Garn 267:1) | Kyrka/kapell                     |              | Össeby-Garn, Uppland |       | 59.558169, 18.241769 | 10012202670001 | Ladda upp en till bild av detta fornminne |
| Össeby kyrkoruin (Össeby-Garn 267:3) | Begravningsplats                 |              | Össeby-Garn, Uppland |       | 59.558145, 18.241975 | 10012202670003 | Ladda upp en bild av detta fornminne      |
| Össeby-Garn 268:1                    | Hög                              |              | Össeby-Garn, Uppland |       | 59.557818, 18.241198 | 10012202680001 | Ladda upp en bild av detta fornminne      |
| Össeby-Garn 269:1                    | Hög                              |              | Össeby-Garn, Uppland |       | 59.559377, 18.240685 | 10012202690001 | Ladda upp en bild av detta fornminne      |
| Össeby-Garn 269:2                    | Gravfält                         |              | Össeby-Garn, Uppland |       | 59.559069, 18.240709 | 10012202690002 | Ladda upp en bild av detta fornminne      |
| Össeby-Garn 274:1                    | Gravfält                         |              | Össeby-Garn, Uppland |       | 59.553551, 18.240082 | 10012202740001 | Ladda upp en bild av detta fornminne      |
| Össeby-Garn 276:1                    | Stensättning                     |              | Össeby-Garn, Uppland |       | 59.577277, 18.215858 | 10012202760001 | Ladda upp en bild av detta fornminne      |
| Össeby-Garn 277:1                    | Hög                              |              | Össeby-Garn, Uppland |       | 59.577827, 18.214620 | 10012202770001 | Ladda upp en bild av detta fornminne      |
| Össeby-Garn 277:2                    | Stensättning                     |              | Össeby-Garn, Uppland |       | 59.578009, 18.214473 | 10012202770002 | Ladda upp en bild av detta fornminne      |
| Össeby-Garn 277:3                    | Stensättning                     |              | Össeby-Garn, Uppland |       | 59.578437, 18.214606 | 10012202770003 | Ladda upp en bild av detta fornminne      |
| Össeby-Garn 278:1                    | Gravfält                         |              | Össeby-Garn, Uppland |       | 59.566048, 18.234134 | 10012202780001 | Ladda upp en bild av detta fornminne      |
| Össeby-Garn 279:1                    | Stensättning                     |              | Össeby-Garn, Uppland |       | 59.574571, 18.227570 | 10012202790001 | Ladda upp en bild av detta fornminne      |
| Össeby-Garn 280:1                    | Gravfält                         |              | Össeby-Garn, Uppland |       | 59.570837, 18.224484 | 10012202800001 | Ladda upp en bild av detta fornminne      |
| Össeby-Garn 282:1                    | Gravfält                         |              | Össeby-Garn, Uppland |       | 59.571121, 18.238270 | 10012202820001 | Ladda upp en bild av detta fornminne      |
| Össeby-Garn 283:1                    | Gravfält                         |              | Össeby-Garn, Uppland |       | 59.573239, 18.245453 | 10012202830001 | Ladda upp en bild av detta fornminne      |
| Össeby-Garn 284:1                    | Gravfält                         |              | Össeby-Garn, Uppland |       | 59.607427, 18.316067 | 10012202840001 | Ladda upp en bild av detta fornminne      |
| Össeby-Garn 285:1                    | Stensättning                     |              | Össeby-Garn, Uppland |       | 59.608775, 18.322481 | 10012202850001 | Ladda upp en bild av detta fornminne      |
| Össeby-Garn 286:1                    | Stensättning                     |              | Össeby-Garn, Uppland |       | 59.609712, 18.311305 | 10012202860001 | Ladda upp en bild av detta fornminne      |
| Össeby-Garn 286:2                    | Stensättning                     |              | Össeby-Garn, Uppland |       | 59.609887, 18.311463 | 10012202860002 | Ladda upp en bild av detta fornminne      |
| Össeby-Garn 287:1                    | Stensättning                     |              | Össeby-Garn, Uppland |       | 59.612886, 18.318932 | 10012202870001 | Ladda upp en bild av detta fornminne      |
| Össeby-Garn 287:2                    | Stensättning                     |              | Össeby-Garn, Uppland |       | 59.613073, 18.318823 | 10012202870002 | Ladda upp en bild av detta fornminne      |
| Össeby-Garn 288:1                    | Gravfält                         |              | Össeby-Garn, Uppland |       | 59.615101, 18.317456 | 10012202880001 | Ladda upp en bild av detta fornminne      |
| Össeby-Garn 289:1                    | Stensättning                     |              | Össeby-Garn, Uppland |       | 59.621153, 18.330812 | 10012202890001 | Ladda upp en bild av detta fornminne      |
| Össeby-Garn 289:2                    | Stensättning                     |              | Össeby-Garn, Uppland |       | 59.621294, 18.330638 | 10012202890002 | Ladda upp en bild av detta fornminne      |
| Össeby-Garn 290:1                    | Gravfält                         |              | Össeby-Garn, Uppland |       | 59.621653, 18.331115 | 10012202900001 | Ladda upp en bild av detta fornminne      |
| Össeby-Garn 291:1                    | Runristning                      |              | Össeby-Garn, Uppland |       | 59.552237, 18.192754 | 10012202910001 | Ladda upp en bild av detta fornminne      |
| Össeby-Garn 292:1                    | Stensättning                     |              | Össeby-Garn, Uppland |       | 59.540347, 18.255735 | 10012202920001 | Ladda upp en bild av detta fornminne      |
| Össeby-Garn 292:2                    | Stensättning                     |              | Össeby-Garn, Uppland |       | 59.540234, 18.255562 | 10012202920002 | Ladda upp en bild av detta fornminne      |
| Össeby-Garn 298:1                    | Stensättning                     |              | Össeby-Garn, Uppland |       | 59.534512, 18.211801 | 10012202980001 | Ladda upp en bild av detta fornminne      |
| Össeby-Garn 308:1                    | Stensättning                     |              | Össeby-Garn, Uppland |       | 59.578259, 18.302331 | 10012203080001 | Ladda upp en bild av detta fornminne      |
| Össeby-Garn 309:1                    | Kvarn                            |              | Össeby-Garn, Uppland |       | 59.577953, 18.306591 | 10012203090001 | Ladda upp en bild av detta fornminne      |
| Måsstorpet (Össeby-Garn 310:1)       | Lägenhetsbebyggelse              |              | Össeby-Garn, Uppland |       | 59.579346, 18.313575 | 10012203100001 | Ladda upp en bild av detta fornminne      |